# Minificació
En programació, minificar significa reduir la mida del codi. És un procés molt utilitzat en programació web per reduir la mida d'un programa a descarregar d'un servidor i reduir així el temps de descàrrega. Pot ser considerat com una forma d'ofuscació o de compressió.
Per fer-ho, eliminem tots els comentaris i espais que no contribueixen al bon funcionament de l'aplicació. També substituïm el nom de les variables internes a l'aplicació per reduir-les a un o dos caràcters. Així mateix és possible usar certes formes específiques de cada llenguatge més compactes que la forma general (color en hexadecimal, dreceres. . .)
Aquest procés és sovint descoratjat per la dificultat de manteniment que implica, però molts desenvolupadors aposten per ell per les seves millores de rendiment.

## Exemple
| JavaScript no minificat                                                                  | JavaScript reduït                                                |
| ---------------------------------------------------------------------------------------- | ---------------------------------------------------------------- |
| //funció que retorna el doble d'un nombre function double(nombre) { return nombre * 2; } | function double(n){return 2*n} // o també const double=(n)=>2*n; |

El nombre de caràcters utilitzats per a la mateixa funció va de 102 a 31 (o 23 per a la funció de fletxa). Això és un guany del 71% (79% per a la funció de fletxa).

## Eines
Hi ha diverses eines per minimitzar un fitxer CSS o JavaScript en línia o des de la línia d'ordres, com ara:
- minifier
- uglify-js
- minify
- JSCompress.com